# 大正站 (北海道)

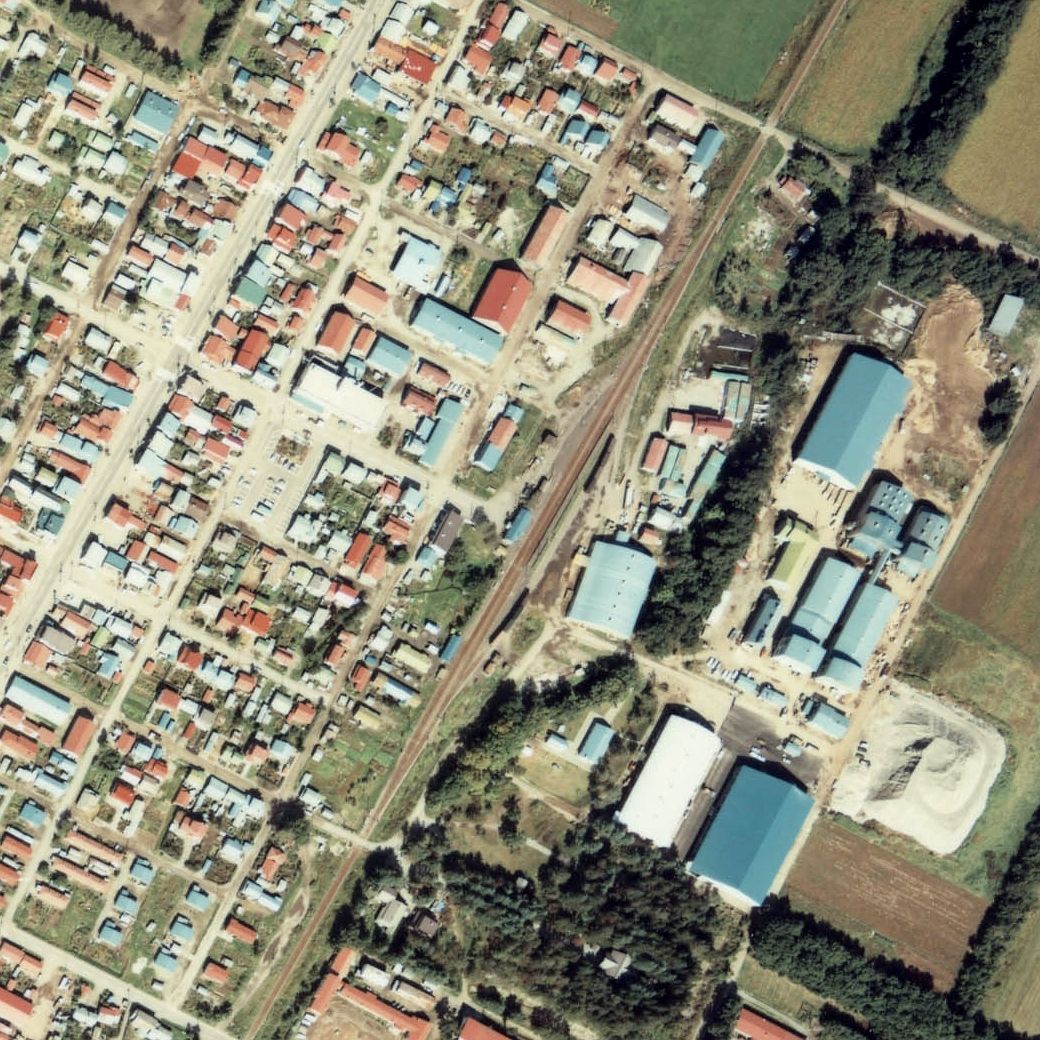
1977年大正站與方圓約500米範圍。下方為廣尾方向。當時站內設有2面2線的相對式月台和站內平交道。車站後方設有2條貨物用的副本線。車站大樓旁邊設有貨物月台，車站後方設有農協（現JA帶廣大正）倉庫，兩處均設有引込線。車站周邊為大型農作地帶，多數貨物都是馬鈴薯等農產品。

大正站（日语：／ Taishō eki */?）是位於北海道帶廣市大正本町，日本國有鐵道（國鐵）的廣尾線車站（廢站）。隨著廣尾線全線廢線，車站在1987年（昭和62年）2月2日廢除。

## 歷史
- 1929年（昭和4年）11月2日 - 國有鐵道廣尾線 帶廣站至中札內站之間開通，幸震站（日语：／）啟用[1]。當時為一般車站[1]。
- 1944年（昭和19年）4月1日 - 車站改名為大正站[1]。
- 1974年（昭和49年）12月15日 - 車站貨物處理方面，改為只限於專用線到發的車載貨物[1]。
- 1982年（昭和57年）9月10日 - 結束處理貨物（大正農協專用線）[1]。
- 1984年（昭和59年）2月1日 - 結束處理行李[1]。
- 1987年（昭和62年）2月2日 - 廣尾線全線廢除，此站也廢除[1]。

## 車站構造
截至車站廢除前，此站是地面車站，設有2面2線的混合式月台（單式月台與只使用單邊的島式月台）。當時可進行列車交會。車站大樓旁的月台中央部分，與島式月台南邊之間設有站內平交道連接。車站大樓旁的單式月台（西邊）是上行1號月台，島式月台（東邊）是下行2號月台。島式月台外側設有一條側線。在1號月台靠近帶廣一方設有路軌分支，連接車站大樓北邊的貨物月台（缺角式月台）與貨物側線。在島式月台外邊設有側線。
此站是職員配置車站。車站大樓位於站內西南方，鄰接月台中央部分。大樓內設置了「我的旅程印章」。
由於「大正站 - 幸福站」的車票被成為吉祥語車票之一，因此這車票十分暢銷。車站大樓與月台上也有相關宣傳廣告。

## 站名的由來
車站名稱取自所在地名。

## 使用狀況
在1981年度（昭和56年度），1日平均上下車人次為321人。

## 車站周邊
- 北海道道419號大正停車場線
- 北海道道62號豐頃糠內芽室線（日语：北海道道62号豊頃糠内芽室線）
- 國道236號（廣尾國道）[4]
- 帶廣市政廳（日语：帯広市役所）大正分所
- 農林水產省十勝馬鈴薯原原種農場 - 車站東南方約10公里[2]
- 大正郵局
- 帶廣第七中學
- 大正小學
- 慈光學園
- 大正神社
- JA帶廣大正
- 札內川（日语：札内川）[4]
- 十勝巴士（日语：十勝バス）「大正本町」巴士站

## 現況
車站廢除後，木製車站大樓、月台、十勝博覧會中展示的東海道新幹線0系車頭被保存下來。設施於1997年（平成9年）拆毀，並重建為一座公園，名為「大正親睦廣場」。現時廣場內建造了新的月台、站名牌。以及彷照舊木製車站大樓而建成的公廁。而0系遷移至池田町的民宿 葡萄酒之國。

## 相鄰車站
日本國有鐵道
廣尾線
愛國－大正－幸福

## 注腳
1. 1 2 3 4 5 6 7 8 9  石野哲（編）. . JTB. 1998: 890. ISBN 978-4-533-02980-6 （日语）.
2. 1 2 3 4 5 6 7 8 9  書籍《国鉄全線各駅停車1 北海道690駅》（小學館，1983年7月發行）138頁。
3. ↑  書籍《追憶の鉄路 北海道廃止ローカル線写真集》（著：工藤裕之，北海道新聞社，2011年12月發行）230頁。
4. 1 2  書籍《北海道道路地図 改訂版》（地勢堂，1980年3月發行）13頁。
5. ↑  書籍《北海道の鉄道廃線跡》（著：本久公洋，北海道新聞社，2011年9月發行）186頁。